# Orne Harbour
Der Orne Harbour ist eine Bucht an der Danco-Küste des Grahamlands im Norden der Antarktischen Halbinsel. Sie liegt 3 km südwestlich des Kap Anna auf der Arctowski-Halbinsel. Die Landspitze Punta Formas an ihrem Kopfende unterteilt die Bucht in zwei Seitenarme.
Teilnehmer der Belgica-Expedition (1897–1899) unter der Leitung des belgischen Polarforschers Adrien de Gerlache de Gomery entdeckten sie im Jahr 1898. Die Benennung geht vermutlich auf norwegische Walfänger zurück. Der schottische Geologe David Ferguson etablierte diese Benennung im Zuge seiner von 1913 bis 1914 dauernden Antarktisfahrt mit dem Walfänger Hanka.